# 福島市立北信中学校
福島市立北信中学校（ふくしましりつ ほくしん ちゅうがっこう）は、福島県福島市にある公立中学校である。

## 概要
福島市街地北部の北信地区周辺を通学区域とし、福島県道387号飯坂保原線（北幹線）沿いに位置する。市内の中学校の中で最も生徒数が多いマンモス校。

## 沿革
- 1947年
  - 4月 - 学校教育法が施行され福島市立北信中学校として創立（当時は福島市立瀬上小学校に併設されていた）。
- 1958年
  - 4月 - 福島市立余目中学校と統合される。
- 1979年
  - 9月7日 - RC造三階建（建築面積2311平米）の校舎が竣工する。
- 1980年
  - 8月31日 - RC]造三階建（建築面積2428平米）の校舎が竣工する。
- 1983年
  - 12月17日 - RC造三階建（建築面積542平米）の校舎が竣工する。
- 1986年
  - 2月17日 - RC造三階建（一部二階建、建築面積1416平米）の校舎が竣工する。
- 1988年
  - 2月27日 - 屋内運動場が竣工する。

## 教育方針
教育目標

## 学校行事
| - 4月 - 5月 - 6月 | - 7月 - 8月 - 9月 | - 10月 - 11月 - 12月 | - 1月 - 2月 - 3月 |

## 通学区域[1]
- 北信地区
  - 本内（福島市立福島第三中学校通学区域を除く）
  - 丸子（福島市立福島第四中学校通学区域を除く）
  - 鎌田（福島市立福島第三中学校通学区域を除く）
  - 瀬上町
  - 宮代
  - 下飯坂
  - 沖高
  - 北矢野目
  - 南矢野目（福島市立平野中学校、福島市立信陵中学校通学区域を除く）
- 清水地区
  - 御山（字谷地、西壁谷沢、古屋敷、東壁谷沢、前田）
- 信陵地区
  - 笹谷（字谷地前20-1～3・20-29～30・23-1～3・24-2・24-11・24-19～24、字片目清水32-18、字稲場21-1～22-2・22-19・36-19・37-1・38-1・38-4～8、字塗谷地83-2）

## 進学前小学校[2]
- 福島市立鎌田小学校
- 福島市立瀬上小学校
- 福島市立矢野目小学校
- 福島市立余目小学校

## 学区内の主な施設
- 福島市役所北信支所
- 福島市北信学習センター
- 国道4号
- 福島県道387号飯坂保原線
- 阿武隈急行
  - 卸町駅
  - 福島学院前駅
  - 瀬上駅
  - 向瀬上駅
- ヨークベニマル福島鎌田店
- いちい鎌田店
- リオンドール鎌田店
- 大原医療センター

## 交通
- JR東福島駅より徒歩約10分[3]。